# Weldebräu

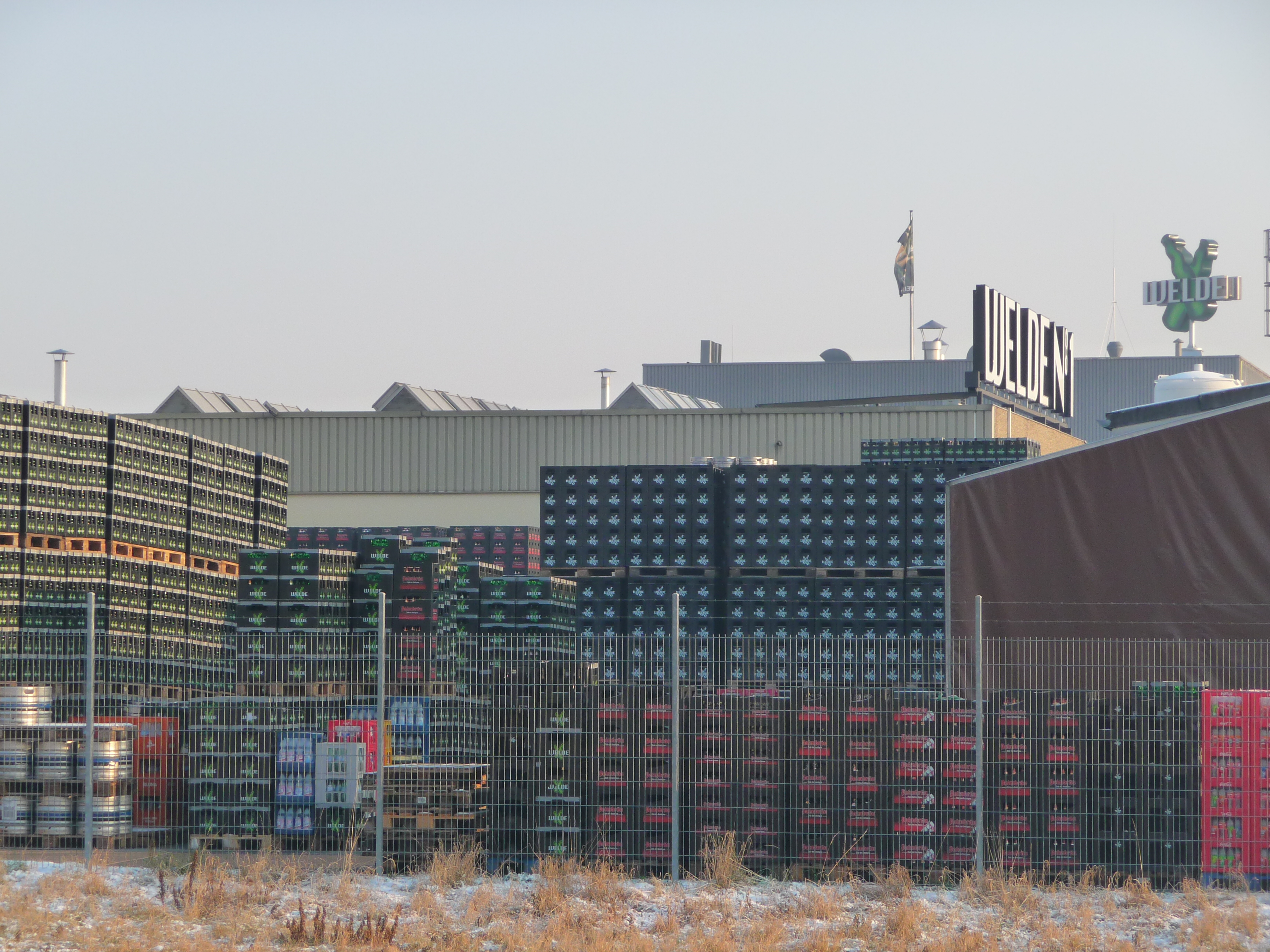
Vista norte da área de produção

Weldebräu é uma cervejaria localizada em Plankstadt, na região do Eleitorado do Palatinato, Alemanha. Sua produção anual é de ca. 100.000 hectolitros.

## Ver também

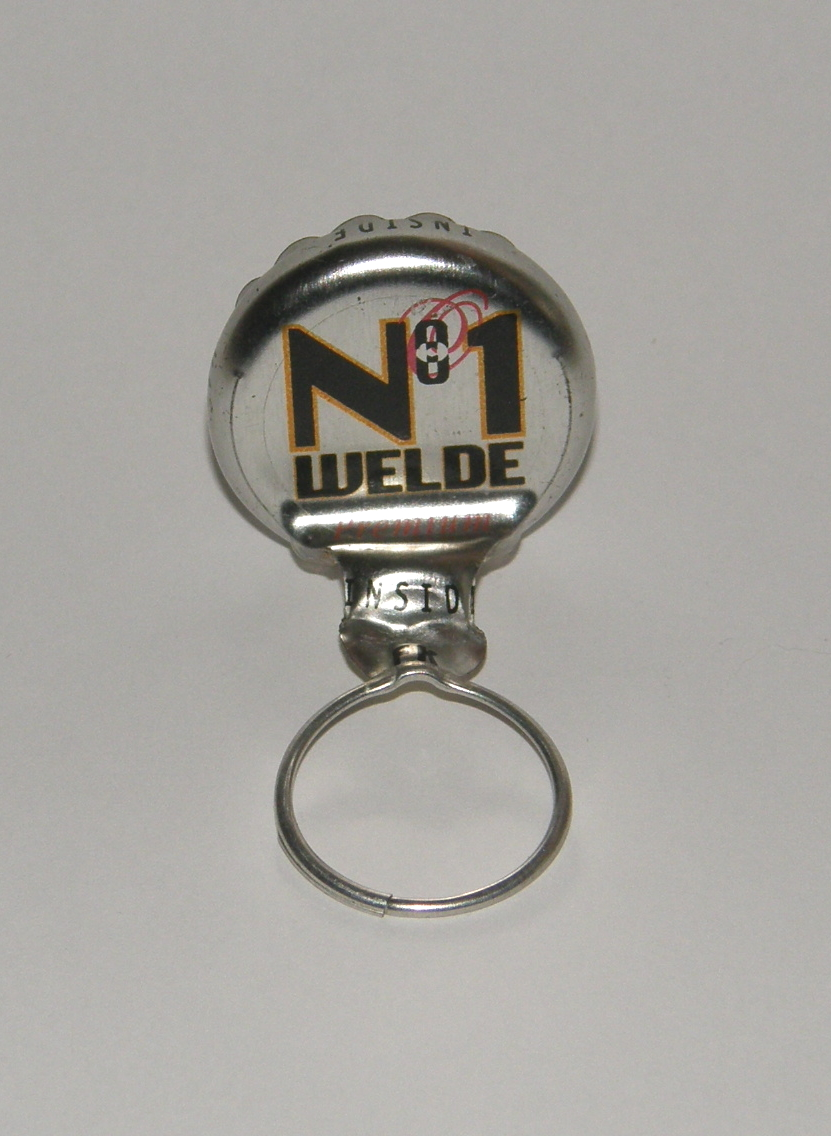
Abridor exclusivo para a garrafa "WeldeLust". Abre-se puxando o anel
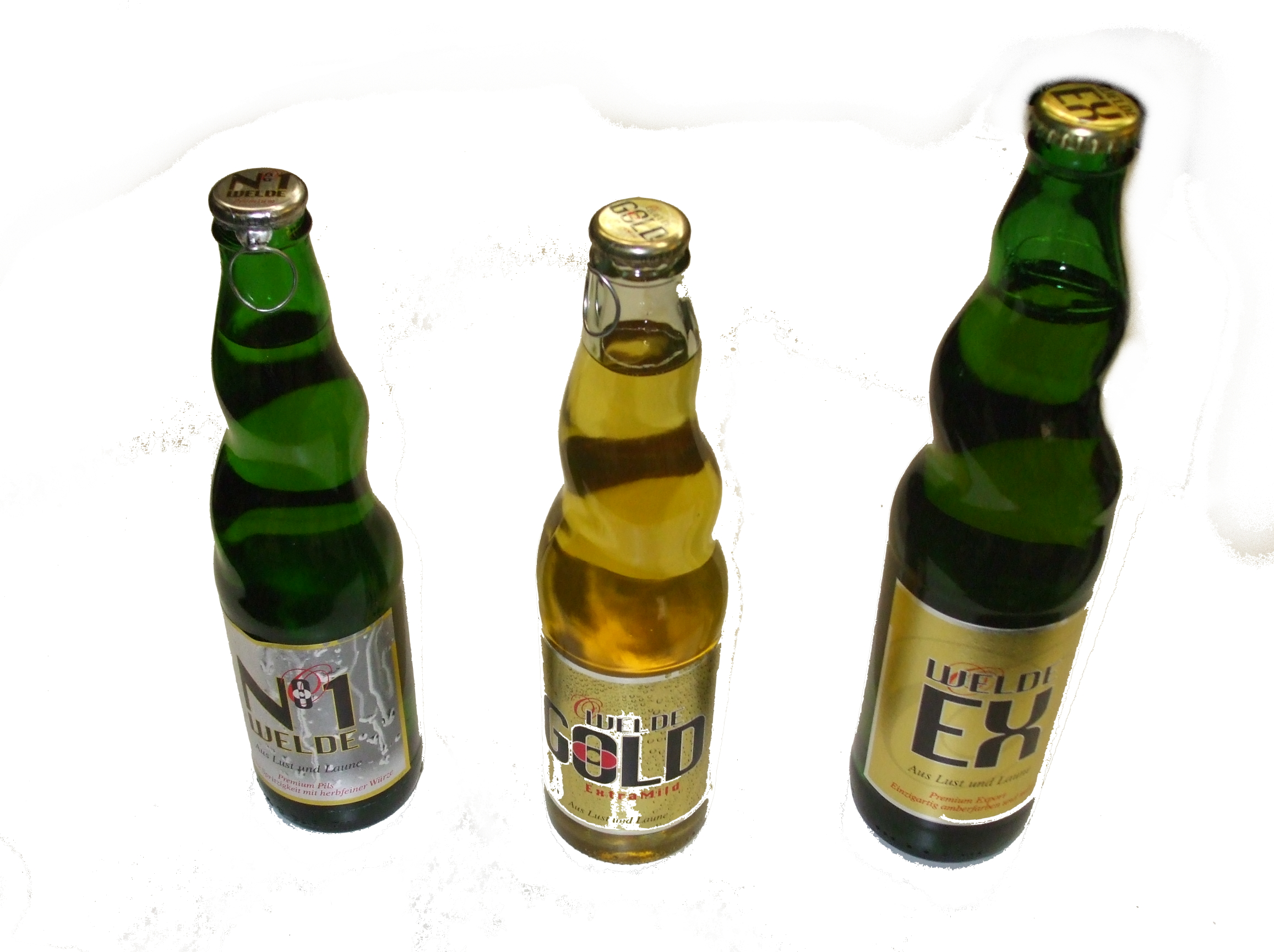
Garrafas "Weldelust"